# 冬季口遗址
冬季口遗址，位于中国青海省贵南县沙沟乡德茫村，为青海省市县级文物保护单位，公布日期为1988年6月2日，类型为古遗址。
冬季口遗址的历史年代为卡约文化。